# Monumento al soldado desconocido (Lima)
El Monumento al soldado desconocido es un monumento conmemorativo que se encuentra en una planicie en las faldas del lado norte del Morro Solar en el distrito de Chorrillos, en Lima (Perú).

## Descripción
Es un monumento en forma de obelisco con una escultura que representa a un soldado anónimo y que conmemora a quienes murieron en combate durante la Batalla de San Juan y Chorrillos ocurrida el 13 de enero de 1881, en el marco de la Guerra del Pacífico. En ella se enfrentaron el Ejército de Chile y el Ejército del Perú. 

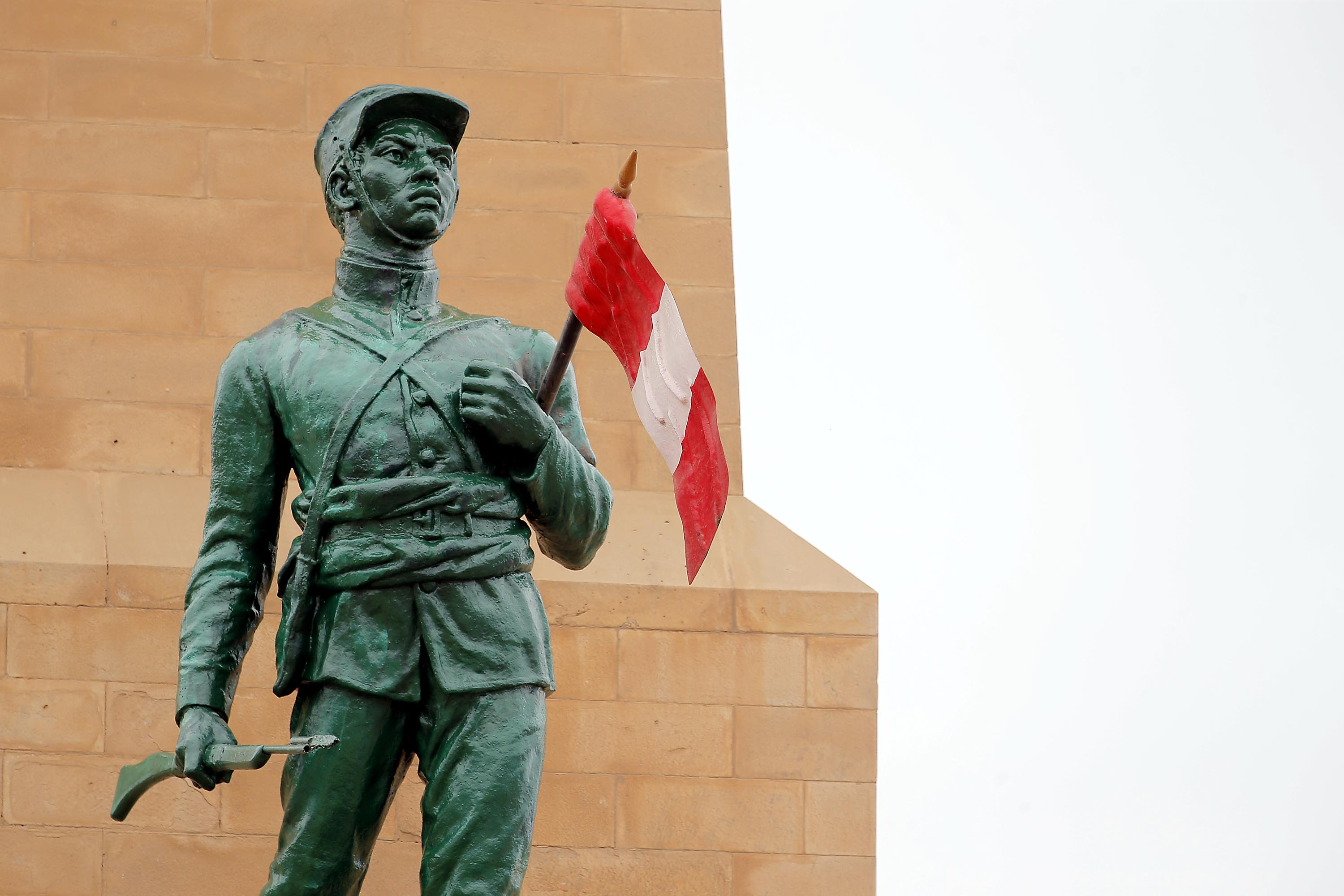
Detalle de la escultura

Fue construido durante el Oncenio del presidente Augusto Leguía, como parte de un programa urbanístico de modernización de la ciudad. A su inauguración, el 27 de julio de 1922, acudió el presidente Leguía. Posee tres placas de bronce realizadas por el escultor peruano Luis Felipe Agurto que representan las etapas de la batalla, los combates en San Juan, en Chorrillos y en el propio Morro Solar. Los altorrelieves desaparecieron en 2007 fruto del vandalismo y el abandono, y en 2018 fueron repuestas gracias a un donativo de la Asociación Peruana de Astronomía, cuya sede se encuentra en el Planetario Morro Solar, a pocos metros del monumento.